# Součinová topologie
Součinová topologie je pojem z matematiky, konkrétněji z topologie.

## Definice
Nechť {\displaystyle X_{1},X_{2}} jsou dva topologické prostory. Součinová topologie na kartézském součinu {\displaystyle X_{1}\times X_{2}} je systém otevřených množin generovaný
všemi množinami {\displaystyle p_{i}^{-1}(U)}, kde {\displaystyle U} je otevřená množina v {\displaystyle X_{i}} a {\displaystyle p_{i}:X_{1}\times X_{2}\to X_{i}} definované {\displaystyle p_{i}(x_{1},x_{2}):=x_{i},} {\displaystyle i=1,2}, jsou (přirozené) projekce. Podobně se definuje součinová topologie na libovolném součinů topologických prostorů (i nespočetném).

## Příklad
Součinová topologie na {\displaystyle \mathbb {R} ^{n}} a {\displaystyle \mathbb {R} ^{m}} uvažovaných s metrickou topologií je shodná s metrickou topologií na {\displaystyle \mathbb {R} ^{n+m}}.

## Tvrzení
1. Následující definice je ekvivalentní s definicí součinové topologie:
Součinová topologie je nejhrubší topologie na {\displaystyle X_{1}\times X_{2}}, že projekce {\displaystyle p_{i}} jsou spojité pro {\displaystyle i\in \{1,2\}}.
2. Součinová toplogie splňuje univerzální vlastnost, tj. kategorie topologických prostorů je kategorií se součinem.

## Poznámka
Součinovou topologii lze definovat pro větší počet kartézsky násobených topologických prostorů.
Na takovémto součinu lze zavést více přirozených součinových topologií, které však s výše uvedenou nemusejí obecně splývat.